# Вулиця Тараса Бульби-Боровця (Житомир)
Вулиця Тараса Бульби-Боровця  — вулиця в Богунському районі міста Житомир.
Названа на честь генерала-хорунжого Тараса Бульби-Боровця, державного та військового діяча, організатора та керівника «Олевської республіки» та УНРА.

## Історія
Попередня назва — вулиця Маршала Рибалка. Відповідно до розпорядження Житомирського міського голови від 19 лютого 2016 року № 112 «Про перейменування топонімічних об'єктів та демонтаж пам'ятних знаків у м. Житомирі», перейменована на вулицю Тараса Бульби-Боровця.